# Afroligusticum townsendii
Afroligusticum townsendii là một loài thực vật có hoa trong họ Hoa tán. Loài này được (Charpin & Fern.Casas) P.J.D.Winter mô tả khoa học đầu tiên năm 2008.